# A Estrada 47
A Estrada 47 é um filme de drama ítalo-luso-brasileiro de 2015 escrito e dirigido por Vicente Ferraz, baseado em fatos reais, sobre a participação do Brasil na Segunda Guerra Mundial. Inicialmente chamado de A Montanha, teve seu nome alterado durante o processo de produção para o título atual.
O filme mostra o drama vivido por uma unidade anti-mina da Força Expedicionária Brasileira que, depois de um ataque de pânico, tentam manter o ânimo e desativar o campo minado que os separa de um vilarejo controlado por forças nazi-fascistas.

## Enredo

### Pano de Fundo
Durante a Segunda Guerra Mundial, o Brasil se aliou à União Soviética, Estados Unidos, Reino Unido e França Livre, entre outros países aliados. Na segunda metade de 1944, enviou em várias etapas à Campanha da Itália, um contingente militar formado essencialmente por uma divisão de infantaria para lutar contra as forças da Alemanha nazista e Itália fascista. A maioria dos soldados vinha de origem rural, pobre, sem experiência militar, e tiveram que aprender na prática a luta pela sobrevivência num ambiente de combate.

### Cerne do roteiro
Depois de sofrer um ataque de pânico coletivo num ponto não especificado da Linha Gótica, os soldados Guimarães (Daniel de Oliveira), Piauí (Francisco Gaspar) e Laurindo (Thogun), mais o Tenente (Júlio Andrade), ao tentarem se retirar do local acabam se perdendo dos outros. Quando depois se reúnem, tem de decidir entre voltar para sua companhia e correrem o risco de enfrentar a corte marcial por deserção, ou retornar para a posição na noite anterior e correr o risco de enfrentar um ataque surpresa do inimigo. Quando o jornalista Rui (Ivo Canelas), fala sobre um campo minado ativo, eles acham que esta é uma oportunidade para se redimir do erro que cometeram, mas ainda há muito o que acontecer, a guerra está longe de terminar.

## Elenco
- Sergio Rubini como Roberto
- Daniel de Oliveira como Guima
- Thogun como Sargento Laurindo
- Francisco Gaspar como Piauí
- Júlio Andrade como Tenente Penha
- Ivo Canelas como Rui
- Richard Sammel como Coronel Mayer
- José Trassi como Caldas
- Daniele Grassetti como Partizano
- Giorgio Vicenzotti como Partizano
- Milhem Cortaz como Coronel

## Produção
Em uma entrevista, Vicente Ferraz disse que queria discutir a história do Brasil na Segunda Guerra Mundial, que ele disse foi "esquecida pelos brasileiros e que é completamente desconhecida no exterior." Ele usou os diários, cartas e entrevistas como fonte de material.

## Lançamento
A Estrada 47 estreou no Festival do Rio em 2013.  Mark Adams do Screen International escreveu que o filme é "um filme de guerra montado de forma impressionante" e "um drama de alta qualidade".

## Prêmios e indicações
| Ano  | Prêmio                                              | Categoria                                        | Pessoa Indicada                           | Resultado | Ref.   |
| ---- | --------------------------------------------------- | ------------------------------------------------ | ----------------------------------------- | --------- | ------ |
| 2013 | Festival Internacional do Rio de Janeiro            | Melhor Ator - Menção Honrosa                     | Francisco Gaspar                          | Venceu    | [ 7 ]  |
| 2013 | Festival Internacional do Rio de Janeiro            | Melhor Montagem                                  | Mair Tavares                              | Venceu    | [ 7 ]  |
| 2014 | 24° Cine Ceará – Festival Ibero-americano de Cinema | Troféu Mucuripe - Melhor Filme de Longa-Metragem |                                           | Venceu    | [ 8 ]  |
| 2014 | 24° Cine Ceará – Festival Ibero-americano de Cinema | Melhor direção de arte                           | Sergio Tribastone                         | Venceu    | [ 8 ]  |
| 2014 | 42º Festival de Gramado                             | Troféu Kikito - Melhor Filme de Longa-Metragem   |                                           | Venceu    | [ 9 ]  |
| 2014 | 42º Festival de Gramado                             | Melhor Som                                       | Branko Neskov                             | Venceu    |        |
| 2016 | 15º Grande Prêmio do Cinema Brasileiro              | Melhores Efeitos Visual                          | Robson Sartori                            | Venceu    | [ 10 ] |
| 2016 | 15º Grande Prêmio do Cinema Brasileiro              | Melhor Ator                                      | Daniel de Oliveira                        | Indicado  | [ 10 ] |
| 2016 | 15º Grande Prêmio do Cinema Brasileiro              | Melhor Roteiro Original                          | Vicente Ferraz                            | Indicado  | [ 10 ] |
| 2016 | 15º Grande Prêmio do Cinema Brasileiro              | Melhor Figurino                                  | Elisabetta Antico                         | Indicado  | [ 10 ] |
| 2016 | 15º Grande Prêmio do Cinema Brasileiro              | Melhor Maquiagem                                 | Federico Carretti e Vincenzo Mastrantonio | Indicado  | [ 10 ] |
| 2016 | 15º Grande Prêmio do Cinema Brasileiro              | Melhor Montagem                                  | Mair Tavares                              | Indicado  | [ 10 ] |
| 2016 | 15º Grande Prêmio do Cinema Brasileiro              | Melhor Trilha Sonora                             | Luiz Avellar                              | Indicado  | [ 10 ] |
| 2017 | CinEuphoria Awards                                  | Top do Ano                                       |                                           | Venceu    | [ 11 ] |
| 2017 | CinEuphoria Awards                                  | Melhor Filme - Competição Nacional               |                                           | Indicado  | [ 12 ] |
| 2017 | CinEuphoria Awards                                  | Melhor Realizador                                | Vicente Ferraz                            | Indicado  | [ 12 ] |
| 2017 | CinEuphoria Awards                                  | Melhor Direcção Artística                        | Sergio Tribastone                         | Indicado  | [ 12 ] |
| 2017 | CinEuphoria Awards                                  | Melhor Guarda-Roupa                              | Elisabetta Antico                         | Indicado  | [ 12 ] |
| 2017 | CinEuphoria Awards                                  | Melhor Caracterização                            | Federico Carretti                         | Indicado  | [ 12 ] |
| 2017 | CinEuphoria Awards                                  | Melhores Efeitos Sonoros e/ou Visuais            | Branko Neskov                             | Indicado  | [ 12 ] |
| 2017 | CinEuphoria Awards                                  | Melhor Trailer                                   |                                           | Indicado  | [ 12 ] |